# Матанбаал I
Матанбаал I (Матинубаал I; «подарок Баала»; финик. Matan-ba‘al, Matinu-ba‘al) — царь Арвада в середине IX века до н. э.

## Биография
Матанбаал I — первый правитель Арвада, упоминаемый по имени в нарративных источниках. Неизвестно, тождественен ли он тому неназванному по имени арвадскому царю, который в 867 или 866 году до н. э. вместе с другими владетелями Финикии, Леванта и Сирии выплатил дань правителю Ассирии Ашшурнацирапалу II.
В 853 году до н. э. Матанбаал I присоединился к антиассирийской коалиции, во главе которой стояли цари Бар-Хадад II, Ирхулени и Ахав. Вместе со своими двумя сотнями воинами арвадский царь сражался против Салманасара III в битве при Каркаре. Арвадское войско было в армии союзных государей одним из самых малочисленных. Предполагается, что это могло быть вызвано слабостью царской власти в Арваде в то время: возможно, что воины Матанбаала I были только его личной гвардией, в то время как арвадская аристократия, имевшая в городе сильное влияние, предпочла не вмешиваться в конфликт с ассирийцами. Также высказывается мнение, что малочисленность арвадского войска могла быть вызвана общей малочисленностью населения города, в то время, предположительно, составлявшего всего 2000—3000 человек. Несмотря на содержащиеся в «Анналах Салманасара III» заявления о победе, сражение при Каркаре, скорее всего, не завершилось разгромом союзного войска, и позднее ассирийским царям пришлось совершить в Финикию и Левант ещё несколько походов.
Однако уже вскоре после битвы при Каркаре Матанбаал I вступил в переговоры с Салманасаром III и заключил с тем мир. Вероятно, такой шаг был вызван успехами ассирийской армии, в первой половине 840-х годов до н. э. нанёсшей несколько серьёзных поражений войскам союзных правителей. По свидетельству ассирийских анналов, во время очередного похода в Левант ассирийский царь посетил Арвад. Он был с почётом принят правителем города, вознёс почести местному божеству, а затем на арвадском корабле совершил поездку по морю. Какие-либо упоминания о взимании ассирийцами дани с Арвада при этом отсутствуют. Более того, возможно тогда Салманасар III передал арвадскому царю некоторые близлежавшие земли, завоёванные ассирийцами во время похода.
О дальнейшей судьбе Матанбаала I сведений не сохранилось. Следующим известным правителем Арвада был царь Матанбаал II, правление которого датируется 740-ми годами до н. э.